# کوایچی اویتا
کوایچی اویتا (به انگلیسی: Koichi Oita) بازیکن فوتبال اهل ژاپن و عضو تیم ملی فوتبال ژاپن است که در تاریخ ۰۴ اوت ۱۹۳۶ میلادی اولین بازی ملی‌اش را انجام داد. او در ۲ بازی ملی حضور داشت و آخرین بازی ملی خود را در تاریخ ۷ اوت ۱۹۳۶ میلادی انجام داد. کوایچی اویتا در بازی‌های ملی‌اش
گلی به ثمر نرساند.